# 通凯代克
通凯代克（法語：Tonquédec，法語發音：[tɔ̃kedɛk]）是法国阿摩尔滨海省的一个市镇，位于该省西北部，属于拉尼永区。

## 地理
通凯代克（48°40'9"N, 3°23'43"W）面积18.01 平方千米，位于法国布列塔尼大區阿摩尔滨海省，该省份为法国西北部沿海省份，位于布列塔尼半岛北部，北濒大西洋英吉利海峡，西接菲尼斯泰尔省，南至莫尔比昂省，东临伊勒-维莱讷省。
与通凯代克接壤的市镇（或旧市镇、城区）包括：卡韦内克-朗韦泽阿克、卡旺、拉尼永、普卢贝尔、普吕聚内特。

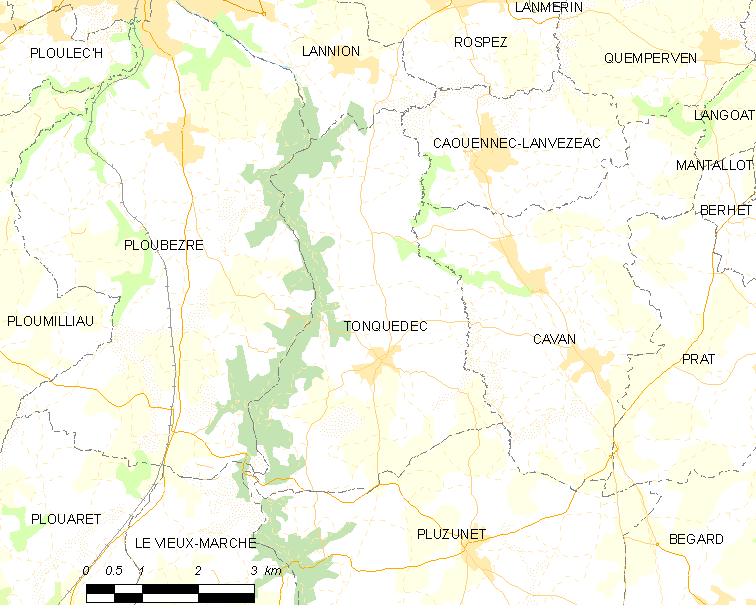
通凯代克的OSM定位图

通凯代克的时区为UTC+01:00、UTC+02:00（夏令时）。

## 行政
通凯代克的邮政编码为22140，INSEE市镇编码为22340。

## 政治
通凯代克所属的省级选区为贝加尔县。

## 人口

1962-2008年间通凯代克人口变化图示

通凯代克于2022年1月1日时的人口数量为1201人。